# Archaeamphora longicervia
Die Einteilung der Lebewesen in Systematiken ist kontinuierlicher Gegenstand der Forschung. So existieren neben- und nacheinander verschiedene systematische Klassifikationen. 
Das hier behandelte Taxon ist durch neue Forschungen obsolet geworden oder ist aus anderen Gründen nicht Teil der in der deutschsprachigen Wikipedia dargestellten Systematik.
Archaeamphora longicervia war der Name, unter dem Hongqi Li 2005 mehrere 1998 bzw. 2001 in China entdeckte Fossilien als eine ausgestorbene Pflanzenart aus der Familie der Schlauchpflanzengewächse (Sarraceniaceae) beschrieb. Die Art wäre mit ihrem Alter von rund 125 Millionen Jahren die älteste bekannte fleischfressende Pflanzenart und eine der ältesten bekannten Arten der Bedecktsamer überhaupt gewesen. Spätere Untersuchungen anhand neuer Funde erbrachten den Nachweis, dass es sich hierbei nicht um eine neue Art, sondern um Missbildungen durch Insekten (Pflanzengallen) an Liaoningocladus boii handelte, und rückten so die spektakulären Ergebnisse Lis wieder zurecht.

## Beschreibung

### Als Art nach Li

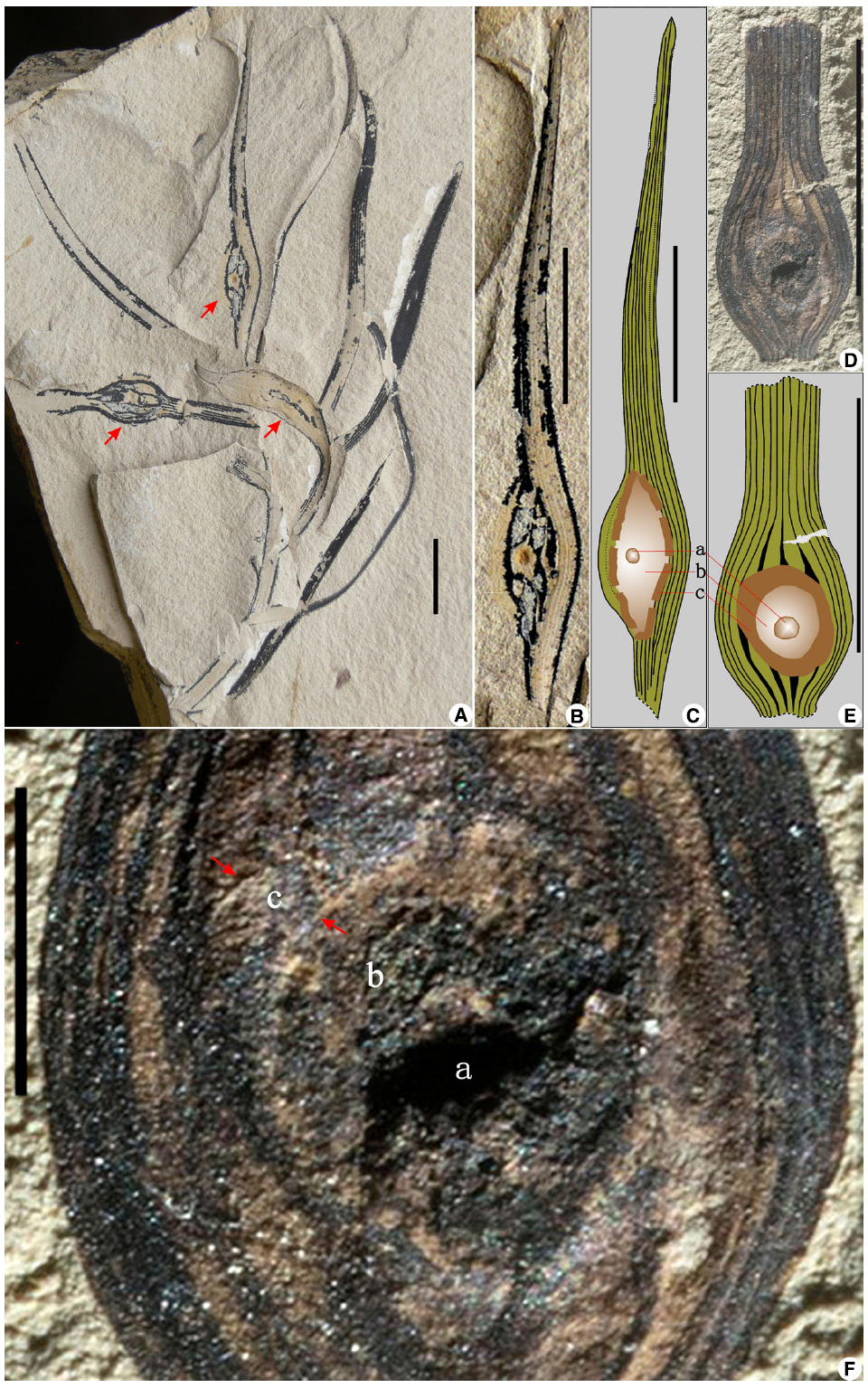
Fossilien, die von Wong et al. (2015) beschrieben wurden

Li beschrieb die Fossilien als eine krautige Pflanze, die rund 50 Millimeter hoch war. Entlang des längsgerieften, mindestens 21 Millimeter langen und 1,2 Millimeter dicken Stängels standen spiralig angeordnet sowohl drei- bis fünfnervige Phyllodien als auch gestielte und 30 bis 40 Millimeter lange, leicht aufwärts gebogene, schlauchförmige Blätter, die zur Mitte hin stark ausgebaucht waren und sich nach oben wieder leicht verjüngten.
Der nach außen weisende (abaxiale) Blattteil ging am Peristom, der Öffnung des Schlauches, über in ein Operculum, einen deckelförmigen, rundlichen Blattfortsatz am oberen Ende des Schlauches, der zur Mitte hin rundlich eingeschnitten war und an seinem äußersten Punkt spitz zulief. Ebenfalls abaxial verlief vertikal eine deutlich verdickte Mittelrippe, adaxial (also zum Zentrum der Pflanze weisend) verlief parallel zur Mittelrippe ein Flügel. Flügel, Ausbauchung und Operculum waren netzartig geädert. Im unteren Bereich der Schläuche konnten bei den Fossilien bis zu ein Millimeter hohe Ablagerungen festgestellt werden, wie sie auch bei rezenten Karnivorenarten mit Fallgrubenfallen als Ergebnis der Karnivorie auftreten.
In den Schläuchen wie auch entlang der äußeren Nervatur konnte Li verschiedene Arten von Drüsen feststellen, die so aufgebaut waren wie bei rezenten Karnivorenarten. Zum einen konnte er sitzende Drüsen feststellen, ähnlich jenen, die im Inneren von Fallgrubenfallen wachsige Substanzen ausschieden, damit das Innere der Falle Beutetieren keinen Halt bot. Ebenso fand er Drüsenhaare, die denen glichen, die bei rezenten Karnivoren Verdauungsenzyme absonderten.
In unmittelbarer Nähe zweier fossiler A. longicervia wurden ovale, 0,9 Millimeter breite und 1,25 Millimeter lange Samen gefunden. Ihre Oberfläche war warzenförmig, an den Rändern befand sich ein Flügel. Fossilien von Blüten, Früchten oder Wurzeln wurden nicht gefunden.

### Als Insektengalle nach Wong et al.
Wong beschreibt einen Zweig mit spiralig angeordneten Blättern und einem vereinzelten Blattfragment. Die Blätter sind lanzettlich, 50–80 Millimeter lang und 2–6 mm breit, mit annähernd paralleler Nervatur, ca. vier- bis elfnervig am breitesten Teil jeden Blattes. An verschiedenen Teilen von vier Blättern entspringen den Blattadern birnenförmige Geschwulste, die eine Länge von 4 bis 10 Millimetern und eine Breite von 4 bis 5 Millimetern erreichen. Abgeschlossen wird diese durch eine elliptische bis kreisförmige Zone, die häufig eine rund 0,8 Millimeter große Vertiefung darstellt. Diese Strukturen interpretierte Li Wong zufolge als die Fallen einer karnivoren Pflanze Archaeamphora longicervia.
Da das Erscheinungsbild der Blätter insgesamt jedoch der Konifere Liaoningocladus boii G. Sun et al. entspricht (helixartig angeordnet, schmal lanzettlich, 20 bis 70 Millimeter lang und 2 bis 5 Millimeter breit, vier- bis elfnervig mit annähernd parallelen Blattadern), erklärt Wong die Schwellungen als Pflanzengallen, die als abnormale Schwellungen an den Blättern neben gesunden Blättern erkennbar sind.

## Verbreitung und Funde
Alle Funde der Gattung stammen aus der Yixian-Formation, dem ältesten Teil der Jehol-Gruppe im heutigen Nordostchina. Li lagen neun Exemplare von Archaeamphora longicervia vor, inklusive des Holotyps CBO0220 und des Paratyps CBO0754.

## Habitat
Die Pflanze lebte unter subtropisch-temperierten, feuchten Bedingungen in einer von Seen geprägten, ansonsten aber ariden bis semi-ariden Landschaft. Die Böden waren sandig und enthielten Vulkanasche aufgrund zahlreicher aktiver Vulkane im Umland, die Seen waren durch die hohe vulkanische Aktivität stark mineralhaltig. Die mittlere Temperatur lag zu dieser Zeit rund 15 °C über der heutigen, ebenso war der CO2-Gehalt der Atmosphäre deutlich höher.
Die Flora der Region war geprägt von Koniferen, Moosen, Bärlappen, Schachtelhalmen, Farnen, Bennettitales, Czekanowskiales, Ginkgoales sowie Gnetales. Andere Bedecktsamer wie Archaefructus waren selten und klein.

## Systematik
Ein Nachweis von Oleanan (einer Substanz, die sich nur in Bedecktsamern findet) veranlasste Li, Archaeamphora longicervia als Bedecktsamer einzustufen. Die große morphologische Ähnlichkeit der Schläuche, des Drüsenapparates und der Samen mit den rezenten Schlauchpflanzengewächsen (insbesondere mit der Roten Schlauchpflanze sowie den Sumpfkrügen) ließ für ihn eine Eingliederung bei den Schlauchpflanzengewächsen zu.
Weitere Funde ähnlicher, aber morphologisch verschiedener Pflanzen in der Formation legten für Li den Schluss nahe, dass die Gattung zu diesem Zeitpunkt bereits in unterschiedliche Arten aufgespalten war und somit eine längere evolutionäre Vorgeschichte hatte. Aufgrund ihrer weit fortgeschrittenen Entwicklung und unter Verweis auf weitere Forschungsergebnisse hielt Hongqi Li es daher für möglich, dass die ersten Bedecktsamer nicht erst im Mesophytikum, sondern bereits vor 280 Millionen Jahren im Paläophytikum auftraten.
Durch die Interpretation als Galle wurden diese Schlussfolgerungen gegenstandslos, sie brachten die Funde jedoch wieder in Einklang mit zahlreichen anderen Erkenntnissen zu den Ursprüngen und dem Alter der Familie der Sarraceniaceae und der Bedecktsamer.